# Amphicteis sargassoensis
Amphicteis sargassoensis är en ringmaskart som beskrevs av Hartman och Fauchald 1971. Amphicteis sargassoensis ingår i släktet Amphicteis och familjen Ampharetidae. Inga underarter finns listade i Catalogue of Life.